# Ramón Amaya Amador

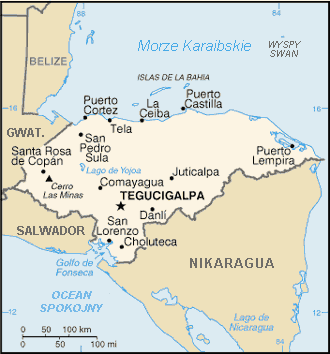

Ramón Amaya Amador (Olanchito, Yoro; 28 de abril de 1916-Bratislava, 24 de noviembre de 1966) fue un escritor y periodista hondureño más conocido por su novela Prisión Verde (1945). Veinticinco años después de su fallecimiento, en un accidente de aviación, su producción literaria fue declarada tesoro cultural nacional.

## Biografía
Nació el 28 de abril de 1916 en el municipio de Olanchito, departamento de Yoro. Hijo de Guillermo Amador e Isabel Amaya, su nacimiento era el resultado de la interrelación prohibida entre mujer y presbiterio dejando a Ramón con su madre soltera para una vida dura. Entre sus primeros oficios estuvieron los de maestro de escuela primaria y de regador de veneno en los campos bananeros, lo que le dio la experiencia en carne viva de las situaciones precarias que vivían los trabajadores de las plantaciones bananeras. En el año 1939, comenzó una etapa como periodista, empleándose en el periódico El Atlántico de La Ceiba. Comenzó como redactor, escalando rápidamente hasta llegar a ser editor periodístico. En octubre de 1943 fundó una revista semanaria en la ciudad de Olanchito, llamada Alerta. 
En 1944, escapando de persecución política, huyó buscando auxilio en Guatemala, país que lo acoge por los siguientes diez años. Trabajó en el periódico Nuestro Diario y prestó colaboración en El Popular Progresista, Mediodía y Diario de Centroamérica. Tras el derrocamiento del presidente Jacobo Arbenz, buscó asilo en la embajada de Argentina para posteriormente migrar hacia este país, donde se radicó en la ciudad de Córdoba y trabajó para la editorial Sarmiento, es en esta ciudad donde conoció a Regina Arminda Fúnez con quien se casaría el 19 de enero de 1957.
En mayo de 1957 regresó a Honduras, donde comenzó a trabajar para el periódico El Cronista y fundó la revista Vistazo en Tegucigalpa.
En abril de 1959 abandona de nuevo el país junto con su esposa y sus hijos, Aixa Ixchel y Carlos Raúl, radicándose en Checoslovaquia. Tomó residencia en la ciudad de Praga, donde trabajó para una revista llamada «Problems of Peace and Socialism».
También es  conocido como el señor de las novelas, mayormente en Honduras.

## Obras
Mientras trabajaba en las plantaciones bananeras escribió su primera novela, la cual se finalizó en 1939 con el título La nochebuena del campeño Juan Blas, editado y publicado por la revista ANC. 

### Prisión verde
En 1943 concluye Prisión Verde, una novela de realismo social, y su más famosa, en la que se describe las condiciones de vida en las plantaciones bananeras al norte de Honduras. Esta es la primera novela del género bananera escrita en Honduras, escrita durante la dictadura de Tiburcio Carías Andino, por lo que tuvo que ser impresa en el exilio en México y Guatemala. En ella denuncia la apropiación de tierras y el engaño a los propietarios de fincas para lograr la venta de estas, también destaca el deber de los proletarios hondureños de organizarse para exigir sus derechos en forma organizada y no mediante el uso de la fuerza, tal como se hizo durante la Huelga de 1954, la cual dio frutos al crearse Código del Trabajo de Honduras de 1959. 

### Novelas, cuentos, teatro y poesías
Su producción literaria incluye más de treinta obras entre novelas, cuentos, ensayos, poesía y teatro. Varias de las cuales han sido traducidas al alemán, checoslovaco, chino, ruso y recientemente al inglés. 
Sus novelas Prisión Verde, Cipotes, Los Brujos de Ilamatepeque  y Jacinta Peralta son algunos de los libros más leídos de Honduras. Mientras que Destacamento Rojo es fuente permanente de consulta de reconocidos historiadores hondureños. Entre sus obras re editadas recientemente se encuentran: Operación Gorila y El señor de la sierra. Sin embargo, permanecen inéditos aún más de dieciocho títulos entre los cuales se destaca Morazaneida, novela histórica en cinco tomos sobre la vida del héroe centroamericano, Francisco Morazán, escrita por Amaya Amador en 1966. La cual fue finalmente publicada en el año 2012.
Amaya Amador escribió varias obras consideradas novelas bananeras. Según Josué Sevilla, “La novela bananera en Latinoamérica dentro de la literatura, tuvo como fin ciertas temáticas tal como nos dice, la académica costarricense Ivannia Barboza Leitón: el desastre ecológico, la explotación económica, y la violencia estatal.” Por ejemplo, Prisión verde y Destacamento rojo son novelas bananeras. La novela Prisión verde es sobre la United Fruit Company y su efecto en la gente de Honduras. Según Barboza Leitón, "Prisión Verde, en el momento en que se publicó  (1950), fue una novela de denuncia del complejo mundo bananero." Barboza Leitón explica que los personajes en la novela Prisión verde están sujetos a la violencia sobre la base de la raza y el género. Los hombres no están exentos de la explotación laboral del dominio patriarcal blanco, extranjero y capitalista. La fuerza del deseo sexual puede ser comparado a la fuerza del trabajo y puede representar que los hombres y las mujeres experimentan la violencia de maneras diferentes, pero la violencia de todas maneras.
Amaya Amador describió en sus novelas los grandes conflictos de su época, así como su solidaridad e identificación con los intereses de los más pobres de su país. Actitud que le llevó, tanto al escritor y sus obras, la persecución por parte de gobiernos y empresas bananeras no solo durante la mayor parte de su vida sino también después de muerto.
A base de lo que estaba pasando en la época en que escribía sus novelas, Ramon Amaya Amador relaciona sus personajes principales con varias personas de la vida real.

### La época (economía, política, sociedad)
Amaya Amador vivió durante la época del dictador Ramon Villeda Morales y se refleja en sus obras. Por ejemplo, “En Destacamento rojo nuevamente las problemáticas históricas son más ambiciosas, donde es tangible la representación del gobierno de Gálvez (El Doctor), La huelga bananera de 1954, la invasión de Castillo Armas a Guatemala desde Honduras (1954) siendo el gobierno de Gálvez coautor con el imperio del mismo, el gobierno de Julio Lozano Díaz (1954-56), el golpe de estado de 1956, y la asunción al poder por parte de Ramón Villeda Morales (Pajarillo), en 1957. Es decir, la coyuntura histórica de 1954-57.” 
Destacamento rojo fue publicado en la década de 1960 en lo que fue una etapa de consolidación del anticomunismo. El cuento fue una historia sobre el Partido Comunista de Honduras (PCH).  Ramon Villeda Morales era un seguidor del anticomunismo en Honduras. Morales confiscó miles de ejemplares de Destacamento rojo después de la publicación. 

## Fallecimiento
Entre el 14 y 20 de noviembre de 1966, Ramón Amaya Amador viajó a Sofía, en Bulgaria, en representación del Partido Comunista de Honduras, al Congreso del Partido Comunista Búlgaro que se celebraba en la capital.
El 24 de noviembre, Amaya Amador tomó el vuelo TABSO LZ101 de regreso, con destino a Praga vía Budapest, sin embargo, el vuelo se desvió de su ruta debido al mal tiempo y tuvo que aterrizar en Bratislava, en Eslovaquia. A los pocos minutos de volver a partir, el avión se estrelló a 5 millas del aeropuerto, falleciendo 74 pasajeros y 8 tripulantes, entre los cuales se encontraba Ramón Amaya Amador.Junto con él, tres de sus compañeros de trabajo también murieron en el accidente, el brasileño Pedro Motta Lima, el argentino Alberto Ferrari y el japonés Sigho Kadzito. 
En septiembre de 1977 los restos de Ramón Amaya Amador finalmente fueron repatriados y regresaron a la ciudad de Tegucigalpa. Su viuda Regina Arminda Fúnez fallecería en la República Argentina en 2007;.

## Legado
En la ciudad de su nacimiento de Olanchito, Ramón Amaya Amador es conmemorado en un museo sobre su vida con objetos y obras del autor. La Casa de la Cultura tiene colecciones de otros artistas y escritores locales e internacionales de arte y de literatura, artefactos antiguos y la sección dedicada a Ramón Amaya Amador donde se pueden ver sus manuscritos originales. Aquí uno puede explorar el arte, la literatura y la cultura hondureña.

## Obras
- Prisión Verde (1945)
- Amanecer (1947)
- El indio Sánchez (1948)
- Bajo el signo de l Se Muriel a Paz (1953)
- Constructures (1957)
- El señor de la sierra (1957)
- Los brujos de Ilamatepeque (1958)
- Memorias de un canalla (1958)
- Biografía de un machete (1959)
- Destacamento rojo (1960)
- El camino de mayo (1963)
- Cipotes (1963)
- Con la misma herradura (1963)
- Jacinta Peralta (1964)
- Operación gorila (1965)
- Morazaneida (1966)
- Los rebeldes de la villa de San Miguel 1964-1966

Inéditos
- La molienda (1944)sasas
- La india del amor derrotado (1955)
- Fronteras de caoba (1956)
- Memorias de un canalla (1959)
- Buscadores de botijas (1961)
- Un aprendiz de mesías (1961)
- Tierras bravas del coyol o cinchonero (1962)
- El hombre embotellado (1965)
- Tierra santa (1965)
- Morazaneida (1966)
- El Sombrero de Junco
- La Pa y la Sangre
- Sombras de la Montaña
- La Última Orden
- keylin Paola